# Nacionalna personifikacija
Nacionalna personifikacija je antropomorfna personifikacija države ali ljudi, ki jih naseljuje. Lahko se pojavi v političnih karikaturah in propagandi.
Nekatere personifikacije v zahodnem svetu so pogosto prevzele latinsko ime starorimske province. Primeri te vrste so Britannia, Germania, Hibernia, Hispania, Helvetia and Polonia..
Primeri poosebitev boginje svobode vključujejo Marianne, Kip svobode (Svoboda, ki razsvetljuje svet) in številne primere kovancev Združenih držav. Drug starodavni model je bila Roma, žensko božanstvo, ki je poosebljalo mesto Rim in njegovo oblast nad ozemlji Rimskega cesarstva.
Primeri reprezentacij slehernika ali državljanstva poleg samega naroda so Deutscher Michel, John Bull in Stric Sam.

## Gallery
- Iudaea Capta, »Osvojena Judeja«, spominski kovanec, ki ga je izdal rimski cesar Vespazijan (levo) po judovski vojni
- Zgodnji primer nacionalne personifikacije v evangeliju iz leta 990: Sklavinija, Germanija, Galija in Romi, ki prinašajo daritve cesarju Otonu III.
- Italia und Germania (1828), Johann Friedrich Overbeck.
- V tej alegoriji Adriaena Pietersza van de Venneja, ki prikazuje personifikacijo Genta leta 1576, sedeče ženske predstavljajo kratkotrajno enotnost med spopadlimi provincami, ki bi postale današnji Belgija in Nizozemska
- 1Puck, risanka iz leta 1909 prikazuje (v smeri urinega kazalca) ZDA, Nemčijo, Veliko Britanijo, Francijo in Japonsko, ki sodelujejo v pomorski tekmi v igri no limit
- Kolumbija, prikazana na plakatu Ameriškega odbora za pomoč na Bližnjem vzhodu, brani Armenko pod svojo zastavo

## Personifikacije po državi ali ozemlju
| Država | Slika | Personifikacija | Žival, ki se uporablja za isti namen                                                                              |
| --- | ----- | --- | --- |
| Albanija |       | Mati Albanija | Dvoglavi orel |
| Amerike |       | Personifikacija Amerik | Ameriški aligator                                                                                                 |
| Argentina |       | Alegorija republike, Gaučo | |
| Armenija |       | Mati Armenija - Mi smo naše gore (Republika Arcah) | |
| Avstralija |       | Mali deček iz Manlyja | Boksarski kenguru                                                                                                 |
| Avstrija |       | Austria - Tyrolia | Dvoglavi orel |
| Bangladeš |       | Bangamata | Bengalski tiger                                                                                                   |
| Belgija |       | La Belgique, Manneken Pis | Brabantski lev, Leo Belgicus                                                                                      |
| Butan |       | | Grmeči zmaj |
| Brazilija |       | Efígie da República - the Bandeirante (država São Paulo in Minas Gerais)) - the "Tropeiro" (Minas Gerais) - the Candango (Brasília) - the Gaúcho (Rio Grande do Sul); | |
| Brunej |       | Awang Budiman | |
| Bolgarija |       | Mati Bolgarija | dvoglavi orel |
| Kambodža |       | Preah Thong and Neang Neak | |
| Kanada |       | Mountie, Johnny Canuck, Canada Bereft (Vimy Memorial). - Le Vieux de '37 (Quebec) Kanada je bila pogosto poosebljena kot mlada ženska v uredniških karikaturah iz 19. in zgodnjega 20. stoletja, imenovana preprosto "Kanada", "Miss Kanada" ali včasih "Mati Kanada".                                                       | Kanadski bober |
| Čile |       | Huaso, Roto, Señora Juanita, Angel svobode - Moai (Velikonočni otok) | Condorito |
| Kitajska in Tajvan |       | | Kitajski zmaj |
| Kolumbija |       | Juan Valdez | |
| Hrvaška |       | Mati Hrvaška | |
| Kuba |       | La República | |
| Češka |       | Češka, češki Vašek, Honza, Švejk | Češki lev |
| Danska |       | Holger Danske, Mati Danska | |
| Dominikanska republika                                                                                                   |       | Conchoprimo | |
| Egipt |       | Mati sveta | sfinga |
| Salvador |       | Monumento al Divino Salvador del Mundo | |
| Evropa |       | Evropa ali Europa regina | |
| Finska |       | Finsko dekle | Finski lev |
| Francija |       | Marianne | Galski petelin |
| Gruzija |       | Kartlis Deda (Mati Gruzija) | |
| Nemčija |       | Germania, Deutscher Michel - Bavaria (Bavarska) - Berolina (Berlin) - Brema (Bremen) - Brunonia (Brunswick) - Franconia (Frankovska) - Francofurtia (Frankfurt) - Hammonia (Hamburg) - Lubeca (Lübeck) - Borussia (Prusija) - Palatia (Porenje - Pfalška) - Saxonia (Saška) - Vimaria (Weimar) - Württembergia (Württemberg) | cesarski orel, Zvezni orel, Berlinski medved, Bavarski lev, Marcher orel (Brandenburg), Pruski orel (Prusija)     |
| Grčija |       | Hellas | |
| Haiti |       | Ezili Dantor, Katrin | |
| Madžarska |       | Gospa Madžarska | Turul |
| Islandija |       | Gospa gora | |
| Indija |       | Bharat Mata | Bengalski tiger, azijski lev, Indijski slon, Indijski pav                                                         |
| Indonezija |       | Ibu Pertiwi | Garuda Pancasila                                                                                                  |
| Iran, Afganistan and Tadžikistan                                                                                         |       | Rostam | Lev in sonce |
| Irska |       | Ériu, Banba, Fódla, Kathleen Ni Houlihan, Hibernia, Starka iz Bearea | |
| Izrael |       | Srulik | |
| Italija |       | Italia turrita, Roma (Rimsko cesarstvo) | Italianski volk, Lev sv. Marka (Benetke)                                                                          |
| Japonska |       | | Japonski fazan, Koi                                                                                               |
| Kazahstan |       | Altin Adam | |
| Koreja ( Severna Koreja and Južna Koreja - kljub medsebojnemu sovraštvu obe državi zahtevata isto zgodovinsko dediščino) |       | | Korejski tiger, Kjanlima                                                                                          |
| Kyrgyzstan |       | Manas | |
| Latvija |       | Milda | |
| Libanon |       | Abu Abed | |
| Litva |       | Lietuva | |
| Nizozemske dežele ali Beneluks (Nizozemska, Belgija, Luksemburg)                                                         |       | | Leo Belgicus |
| Malezija |       | Hang Tuah | Malajski tiger |
| Malta |       | Melita | |
| Mehika |       | Alegoría de la Patria Mexicana (Mehiška domovina), La China Poblana | Planinski orel |
| Mongolija |       | Džingiskan | |
| Črna gora |       | Lovćenska vila, mati Črna gora | |
| Maroko |       | | Berberski lev |
| Nizozemska |       | Dutch Maiden - Nizozemski mornar (Holandija) | Nizozemski republiški lev, Leo Hollandicus, Leo Belgicus                                                          |
| Nepal |       | Gurke, Šerpe | Jeti |
| Nova Zelandija |       | Zealandia, - Južni človek (Južni otok) | Kivi |
| Nikaragva |       | El Güegüense | Motmot |
| Severna Makedonija |       | Moati Makedonija | Levinja |
| Norveška |       | Mati Norveška, Ola & Kari, Nór | |
| Palestina |       | Handala | |
| Peru |       | Perujska domovina | Vikunja |
| Filipini |       | Filipinska mati, Juan dela Cruz | Carabao |
| Poljska |       | Polonia | Berl orel |
| Portugalska |       | Zé Povinho, Podoba republike, angel varuh Portugalske | Petelin iz Barcelosa                                                                                              |
| Romunija |       | România | Ris |
| Rusija |       | Mati Rusija, Ruska zima | Ruski medved |
| San Marino |       | Svoboda, sveti Marin | |
| Srbija |       | Mati Srbija | Srbiski orel |
| Singapur |       | | Merlion |
| Slovaška |       | Jánošík | |
| Slovenija |       | Kralj Matjaž | |
| Južna Afrika |       | Gospa dobrega upanja | Skokonoga gazela                                                                                                  |
| Španija |       | Alegorija Hispania - Breogán (Galicija) | Hispanic lev |
| Šrilanka |       | Sri Lanka Matha (mati Šrilanka) | Lev |
| Surinam |       | Mama Sranan (Mati Surinama), a 1965 sculpture by Jozeph Klas in the center of Paramaribo, of a mother figure holding five children representing Suriname's ethnic groups in her arms. | |
| Švedska |       | Moati Svea (Moder Svea) | |
| Švica |       | Helvetia - Basilea (Basel) - Berna (Bern) - Geneva (Geneva) - Tigurina Virgo (Zürich) - Lucerna (Lucerne) | krava |
| Tajska |       | Siam Devadhiraj | Beli slon |
| Ukrajina |       | Kozak Mamaj | Rusinski lev |
| Združeno kraljestvo |       | Britannia, John Bull - Dame Wales (Wales) - Scota (Scotland) | Buldog - Lev in enorog (Anglija in Škotska) - Welški zmaj (Wales)                                                 |
| Združene države Amerike                                                                                                  |       | Columbia, Lady Liberty, Lady Justice - Stric Sam (zvezna vlada) - Billy Yank (Sever, zastarelo) - Johnny Reb (Jug, zastarelo) - Brat Jonathan (Nova Anglija) - Kamehameha Veliki (Havaji) - Guardian (Oklahoma) - Duh žrtvovanja (Teksas) - Mormonski pionirji (Utah) - Zeleni planinci (Vermont)                            | Beloglavi orel, ameriški bivol, lesna klopotača - kit grbavec (Havaiji) - Coquí (Puerto Rico) - Longhorn (Teksas) |
| Urugvaj |       | Efigie de la República | |
| Venezuela |       | Juan Bimba (obsolete) | |
| Vietnam |       | Lạc Long Quân in Âu Cơ | Vietnamski zmaj, Lạc Bird                                                                                         |

== Sklici ==
1. ↑  »Il Tempio di Venere e Roma« (v italijanščini). Pridobljeno 12. septembra 2023.
2. ↑  Eric Hobsbawm, "Mass-Producing Traditions: Europe, 1870-1914," in Eric Hobsbawm and Terence Ranger, eds., The Invention of Tradition (Cambridge, 1983), 263-307.
3. ↑  Ahmed, Salahuddin (2004). Bangladesh: Past and Present. APH Publishing. str. 310. ISBN 8176484695. Pridobljeno 11. julija 2012.
4. ↑  »NATIONAL SYMBOLS«. Bangladesh Tourism Board. Bangladesh: Ministry of Civil Aviation & Tourism. Arhivirano iz prvotnega spletišča dne 28. decembra 2016. Pridobljeno 10. septembra 2015.
5. ↑  Couvreur, Manuel; Deknop, Anne; Symons, Thérèse (2005). Manneken-Pis : Dans tous ses états. Historia Bruxellae (v francoščini). Zv. 9. Brussels: Musées de la Ville de Bruxelles. ISBN 978-2-930423-01-2.
6. ↑  Emerson, Catherine (2015). Regarding Manneken Pis: Culture, Celebration and Conflict in Brussels. Leeds: Taylor & Francis Ltd. ISBN 978-1-909662-30-8.
7. ↑  »20th SEA Games 1999«. web.archive.org. 2. marec 2001. Arhivirano iz prvotnega spletišča dne 2. marca 2001. Pridobljeno 20. junija 2024.
8. ↑  »Berita 2021c - Rekaan baju 'Dang Budiwati' imbau zaman gemilang Sukan SEA NBD«. www.pelitabrunei.gov.bn. Pridobljeno 20. junija 2024.
9. ↑  McGill, Robert (2017). War Is Here: The Vietnam War and Canadian Literature. McGill-Queen's Press. str. 37. ISBN 9780773551589. Pridobljeno 17. maja 2019.
10. ↑  Barber, Katherine (2007). Only in Canada You Say: A Treasury of Canadian Language. Oxford University Press Canada. str. 70. ISBN 9780195427073.
11. ↑  »Library and Archives Canada«. Library and Archives Canada.
12. ↑  »CHILE: 50 AÑOS DEL GOLPE. EL ÁNGEL DE LA LIBERTAD«. Rascacielos. september 2023. Pridobljeno 15. junija 2024.{{navedi splet}}:  Vzdrževanje CS1: samodejni prevod datuma (povezava)
13. ↑  Hassanabadi, Mahmoud. »Rostam: A Complex Puzzle: A New Approach to the Identification of the Character of Rostam in the Iranian National Epos Shāhnāme«.
14. ↑  Dallmayr, Fred (25. avgust 1999). Border Crossings: Toward a Comparative Political Theory. Lexington Books. ISBN 9780739152546.
15. ↑  Heck, Isabel. »Le mythe de Siyâvosh: rapports entre l'épopée nationale de ferdowsi et des récits populaires en Iran (The myth of Siyâvosh: relationships between the national epic of Ferdowsi and popular stories in Iran)« (PDF) (v francoščini). Pridobljeno 8. februarja 2024.
16. ↑  O'Rourke Murphy, M. & MacKillop, J. (2006). An Irish Literature Reader: Poetry, Prose, Drama.
17. ↑  Minahan, James B. (2009). The Complete Guide to National Symbols and Emblems. ABC-CLIO. str. 436. ISBN 9780313344978.
18. ↑  Blashfield, Jean F. (2009). Italy. Scholastic. str. 33. ISBN 9780531120996.
19. ↑  »"Saint Mark", Franciscan Media«. Arhivirano iz prvotnega spletišča dne 8. oktobra 2020. Pridobljeno 30. julija 2018.
20. ↑  Liok Ee Tan (1988). The Rhetoric of Bangsa and Minzu. Monash Asia Institute. str. 14. ISBN 978-0-86746-909-7.
21. ↑  Melanie Chew (1999). The Presidential Notes: A biography of President Yusof bin Ishak. Singapore: SNP Publications. str. 78. ISBN 978-981-4032-48-3.
22. ↑  Minahan, James B. (2009). The Complete Guide to National Symbols and Emblems. Greenwood. str. 101. ISBN 978-0313344961.
23. ↑  Subba, Sanghamitra (29. januar 2020). »Love it or hate it, it's abominable«.
24. ↑  Phillips, Jock. »South African War memorial, Waimate«.
25. ↑  Dingwall, R. "Southern Man (Dunedin Airport) Arhivirano 2018-01-29 na Wayback Machine.", Otago Sculpture Trust, 19 November 2011. Retrieved 14 July 2017.
26. ↑  A Manifesto from the Provisional Government of Macedonia, 1881, Our mother Macedonia became now as a widow, lonely and deserted by her sons. She does not fly the banner of the victorious Macedonian army
27. ↑  Bulgarian graphic representation of Bulgaria, East Rumelia and North Macedonia
28. ↑  »Kunstschatten: Mama Sranan - Parbode Magazine«. Arhivirano iz prvotnega spletišča dne 14. aprila 2016. Pridobljeno 30. marca 2016.
29. ↑  Valance, Marc. (Baden, 2013) Die Schweizer Kuh. Kult und Vermarktung eines nationalen Symbols, p. 6 ff.